# Jácome de Bruges
Jácome de Bruges (1418 — 1472/4), connu également sous le nom de Jacob van Brugge, Gruuthuse en van der Aa, frère de Louis de Gruuthuse, est né dans une riche famille de la noblesse flamande.
Sur la recommandation de Joost de Hurtere, un noble flamand travaillant au service d'Isabelle du Portugal, sœur du roi Édouard Ier du Portugal, Jácome de Bruges organise la colonisation des îles portugaises des Açores.
En 1445, Henri le navigateur instituait, par acte officiel, Jácome de Bruges comme donataire de l'île de Terceira.
Le 2 mars 1450, Jácome reçoit la mission officielle du prince Henri le navigateur, d'établir 17 familles flamandes sur la troisième île de l'archipel des Açores (Terceira). Par la suite, 2000 Flamands viendront s'installer sur l'île de Terceira durant le XVe siècle.
Par ses relations, il rencontra le navigateur Diogo de Teive qui voyageait régulièrement vers l'archipel des Açores.
Jácome de Bruges épousa une noble femme castillane, Dona Sancha Rodriguez d'Arce et serait à l'origine de la fondation de la ville de Angra do Heroísmo.